# Wiesensteig

Wiesensteig al districte de Göppingen

Wiesensteig és una ciutat del districte de Göppingen a Baden-Württemberg, al sud d'Alemanya. Es troba sobre el riu Fils, 16 km al sud de Göppingen.

## Geografia

### Localització geogràfica
Wiesensteig es troba a la vall alta del riu Fils, entre 575 i 750 metres d'altitud, al districte de Göppingen. Als límits de la ciutat hi passa la Bundesautobahn 8 fins a Ulm.

### Comunitats constituents
A Wiesensteig pertany la ciutat de Wiesensteig, els patis Bläsiberg, Eckhöfe, Heidental, Reußenstein i Ziegelhof i les cases Lämmerbuckel, Papiermühle i les wüstung de Michelnbuch i Schafhaus.

### Comunitats veïnes
Els municipis adjacents són Gruibingen al nord, Mühlhausen im Täle al nord-est, Drackenstein a l'est, Hohenstadt al sud-est, Westerheim (Alb-Donau-Kreis) al sud, Römerstein (Reutlingen) al sud-oest, Lenningen a l'oest, i Neidlingen (tots dos del districte d'Esslingen) al nord-oest.

## Història
Wiesensteig consta esmentat per primera vegada en un document l'any 861, ja que s'hi va fundar un monestir benedictí.
La ciutat té els privilegis de la ciutat des de 1356. Aleshores estava sota el control de la Casa Helfenstein. Des de 1512, Wiesensteig va ser assignada al Cercle de Suàbia dins del Sacre Imperi Romanogermànic.
El comte Ulrich XVII d'Helfenstein (1524-1570) i el seu germà Sebastià († 1564) van introduir el 1555 la confessió luterana a Wiesensteig. El 1562/63 a Wiesensteig hi va tenir lloc una gran cacera de bruixes en la qual van ser executades almenys 63 persones.
Després de l'extinció de la casa Helfenstein el 1627, el comtat del Reich de Wiesensteig va passar en aproximadament dos terços el 1642 per compra a l'Altbayern i un terç a la casa de Fürstenberg (Suàbia). Mitjançant un intercanvi de terres, la ciutat va passar el 1806 al Regne de Württemberg i es va convertir en la seu d'Oberamt Wiesensteig.

### Desenvolupament de la població
Nombre d'habitants entre 1837 i 2010.
| Data                   | Habitants |
| ---------------------- | --------- |
| 1837                   | 1.496     |
| 1907                   | 1.327     |
| 17 de maig de 1939     | 1.683     |
| 13 de setembre de 1950 | 2.063     |
| 27 de maig de 1970     | 2.632     |
| 31 de desembre de 1983 | 2.490     |
| 31 de desembre de 2005 | 2.312     |
| 31 de desembre de 2010 | 2.138     |

## Política

### Conseller i alcalde
El consell local de Wiesensteig té des de les eleccions locals a Baden-Württemberg el 25 de maig de 2014 12 membres, entre ells dues dones.
L'alcalde Gebhard Tritschler (independent) va ser elegit el 2010 i reelegit el 2018.

## Trànsit
Sobre la Landesstraße 1200 Wiesensteig té connexió amb la Bundesstraße B 466 i amb la Bundesautobahn A 8. Wiesensteig es troba a la Ruta del Jura de Suàbia.
De 1903 a 1968, Wiesensteig va estar connectat per la "Tälesbahn" (Geislingen -Wiesensteig) a la xarxa ferroviària nacional.

## Educació
Amb l'escola Franz Xaver Messerschmidt, Wiesensteig té un institut de primària i un institut amb Werkrealschule.

## Llocs destacats

### Edificis
- Residència dels Helfensteiner (1551)
- Sant Cyriakus (1466) amb orgue Weigle de 1849
- Mercat amb font d'elefants i cases d'entramat
- Kreuzkapelle al nord de Wiesensteig a l'altiplà de l'Alb, el passeig fins a la capella està ple d'estacions de la creu.
- Castell de Reussenstein, uns 5 km al nord-oest de Wiesensteig

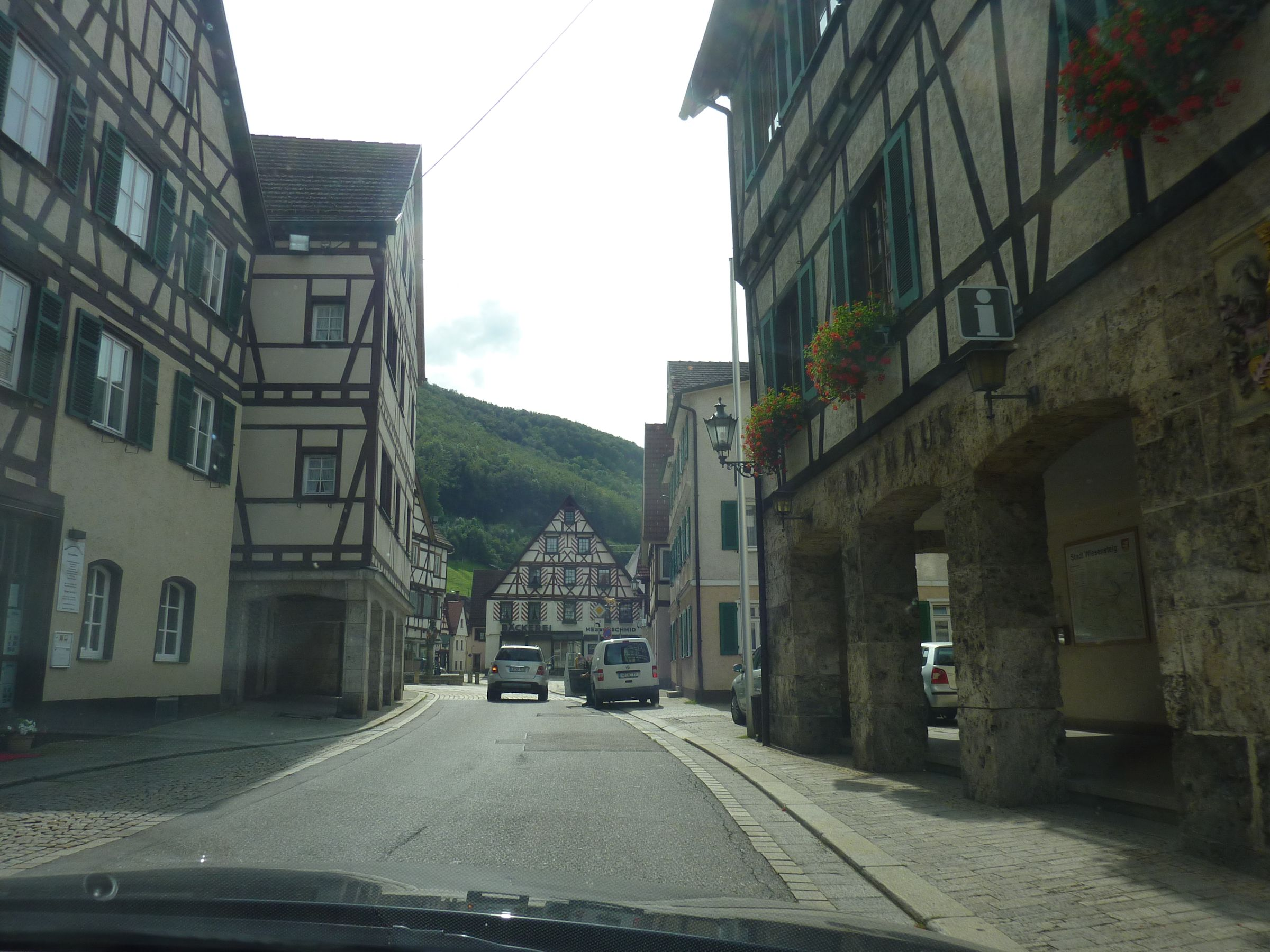
Trànsit estacionari de Wiesensteig

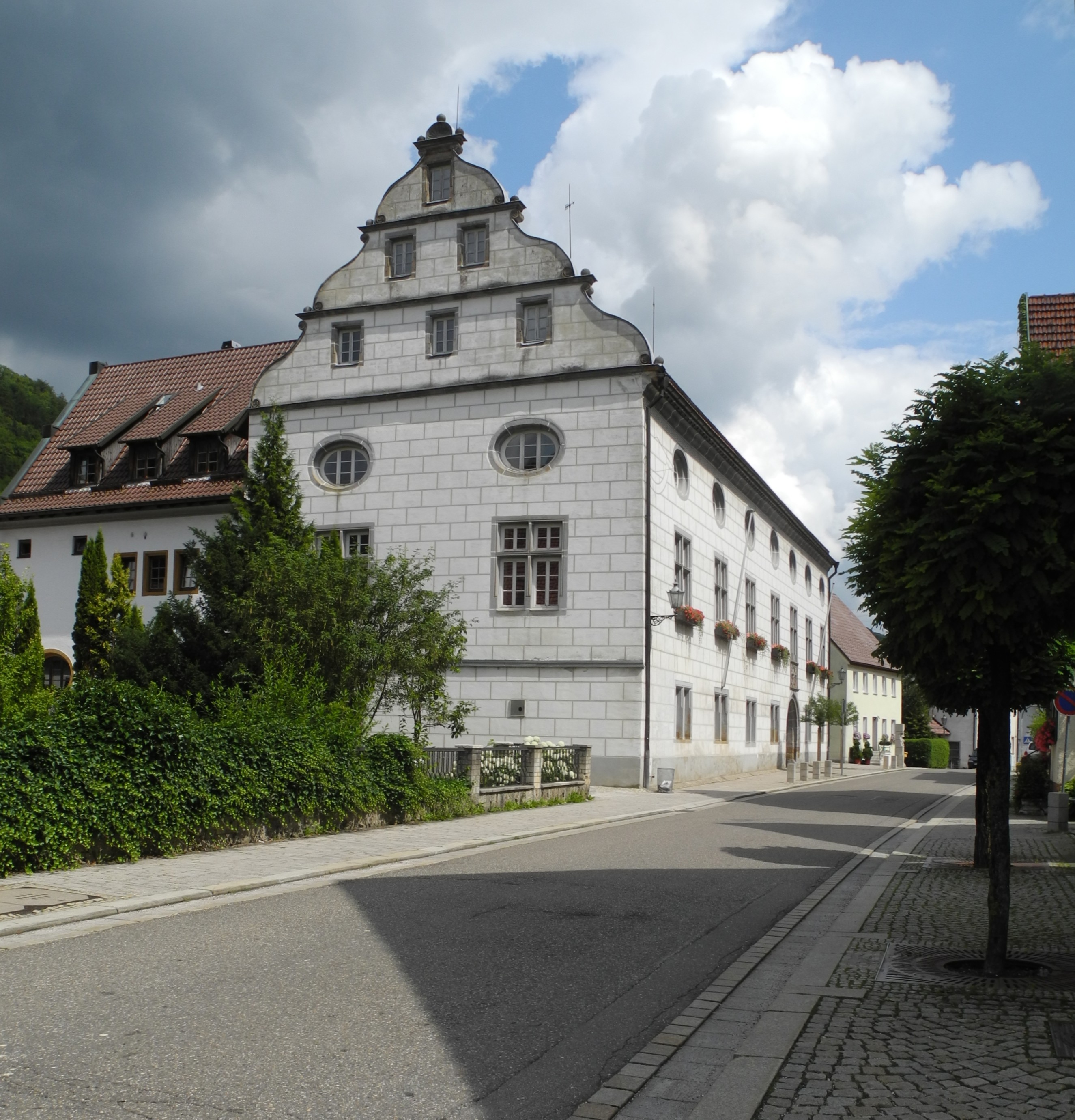
Wiesensteig - Castell de Helfenstein (1551)

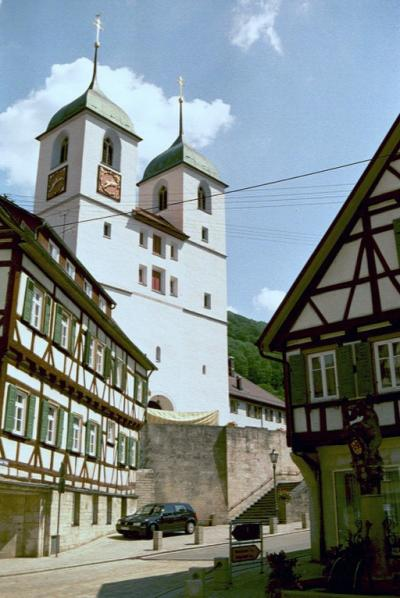
Església de Wiesensteig

## Monuments naturals
- Fonts del riu Fils, a uns dos quilòmetres al sud-oest de Wiesensteig.

## Esports

### Esquí
Wiesensteig té amb l'estació d'esquí de Bläsiberg l'estació d'esquí més gran del Jura suau. Inclou tres remolcs i uns 5 km de pistes amb diferents nivells de dificultat.

## Altres esports
El TSV Obere Fils es va fundar el 24 de juny de 1972 per la fusió dels dos clubs TSV Wiesensteig i TSV Mühlhausen.

## Persones

### Fills i filles del poble
- 1704, 1 de juny, Johann Baptist Straub, † 15 de juliol de 1784 a Munic, gran escultor del rococó de l'Alta Baviera
- 1736, 6 de febrer, Franz Xaver Messerschmidt, † 19 d'agost de 1783 a Bratislava, escultor
- 1932, 15 de març, Erno Seifriz, † 4 d'abril de 2012, pedagog musical, historiador de la música i mestre de cor
- 1949, 20 de desembre, Franz Steinle, advocat, funcionari esportiu (president de l'Associació Alemanya d'Esquí)